# Іван Чампа
Іван Чампа (словен. Ivan Čampa; *15 листопада 1914, Немшка Вас-на-Блоках — †27 липня 1942, Светий Вид (колишнє Жільце) поблизу Церкниці) — словенський поет і письменник.
Після закінчення середньої школи в Любляні Чампа вступив на факультет юриспруденції, а потім педагогіки, але не закінчив навчання.
Брав участь у Національно-визвольній боротьбі і був розстріляний як активіст Визвольного фронту словенського народу.
Чампа належав до періоду так званих поетів соцреалізму. Поети цього періоду займалися переважно соціальними питаннями, а лірика не була в прихильності. Членами цієї групи були: Богоміл Фатур, Тоне Шифрер, Ерна Мусер, Йоже Удович і Цене Віпотнік. Іван Чампа був членом Літературного клубу, заснованого в 1939 році, членами якого були також Цене Віпотнік, Йоже Дулар, Богомір Магайна та Северин Шалі.
У поезії Чампа помітні впливи нового романтизму на нову дійсність, про що свідчать збірки: Iz belih noči (1939) і Šotor v zatisje (1941). Писав також прозу: «Mlin v grapi» (1940), роман у віршах «Ivje se iskri» залишився незакінченим.
Його ім'я викарбувано на меморіальній дошці загиблим словенським письменникам у Товаристві словенських письменників на вулиці Томшичева, 12 у Любляні.